# 布嫻妮
布嫻妮 MLA（1968年10月30日—），加拿大政治人物，2009年起以卑詩新民主黨黨員身份擔任卑詩省議會沙尼治南選區議員，2017年起任職卑詩省內閣廳長，現為該省農業及食物廳長。

## 背景
布嫻妮於薩克其萬省利載拿出生，在薩利希海北端卑詩省溫哥華島對出的奎特拉島長大，從卑詩大學獲取地理文學士學位。她於1996年遷居溫哥華島東南部的沙尼治，與一名來自橡樹灣的消防員結婚，兩人育有一子，並於1997年共同創辦鳴犬葡萄園 （Barking Dog Vineyard），2000年成為溫哥華島首間獲取有機認證的葡萄園。
她曾活躍於溫哥華島有機農產商協會和沙尼治半島農業委員會等組織，並一度出任溫哥華島葡萄種植者協會總裁。她亦曾出任沙尼治區政府的規劃、運輸和經濟發展委員會成員。2008年她爭取在首府地區減少或禁用塑膠購物袋，並以環保購物袋取而代之。

## 從政
布嫻妮於2005年市選首次競逐沙尼治區議會議員職務，但告落選。她本計劃於2008年市選再度競選沙尼治區議員，但後改為競逐卑詩新民主黨的沙尼治南選區候選人提名，並於無競爭對手下自動獲取該黨候選人資格。她於2009年省選代表該黨贏取沙尼治南選區議席，首度晉身省議會並獲黨魁詹嘉路任命為在野新民主黨的農業及土地評議員，亦出任省議會公共賬目特別常務委員會成員。
2010年末，詹嘉路面臨新民主黨黨團內13名成員逼宮，而於同年12月6日辭任黨魁；有報道指布嫻妮為該13人之一。她於其後舉行的黨魁選舉中支持范和富，但最終由狄德安當選黨魁。
她於2013年省選連任省議員，後獲黨魁狄德安任命為新民主黨的小型企業、旅遊、藝術及文化評議員。新民主黨失掉選前優勢未能上台執政，狄德安遂辭任黨魁，而布嫻妮則再度支持范和富競選該職。范和富宣布棄選後，賀謹於2014年5月自動當選黨魁，同年7月將布嫻妮調回農業及食物評議員職務，但於2017年初則再度委派布嫻妮兼任小型企業評議員。
布嫻妮在第40屆省議會中提出兩項私人草案，但皆未通過首讀階段。她於2015年5月提出M-222號議案，倡議在省議會設立食物及農業委員會、指令該委員會制定本地食物策略和為農地委員會成員人選提供意見、以及重設農業廳的優先購買卑詩農產項目。2016年5月她則提出M-237號議案，倡議落實全國農場動物護理委員會提出有關農場飼養水鼬的實務守則。
2017年省選，布嫻妮擊敗代表卑詩自由黨的2008年奥運賽艇銀牌得主戴維·考爾德等人連任。新民主黨在卑詩綠黨支持下籌組少數政府，而布嫻妮則獲新任省長賀謹委任入閣為農業廳長，同年7月18日宣誓就任。她任內在省議會引入《2018年農地委員會修正法案》（第52號議案）和《2019年農地委員會修正法案》（第15號議案），推翻前任自由黨政府將農業保留地分成兩種類別的做法，禁止農地業主興建附屬住宅單元，並限制在農業保留地上興建的住宅面積，惹來部分農地業主反對。
2020年省選新民主黨贏取多數政府，連任議員的布嫻妮職銜改為農業、食物及漁業廳長。任內她發出樞密令局部放寬上述有關在農地上興建住宅的限制，以求平息農地業主不滿；另外一則樞密令則確立在2025年4月前陸續取締水鼬養殖。漁業事務於2022年4月改由奧祖宜負責，布嫻妮職銜遂縮短為農業及食物廳長；她再於同年12月7日在新任省長尹大衛內閣中調任旅遊、藝術、文化及體育廳長。
2024年省選後新民主黨維持執政地位，布嫻妮再度連任議員，並獲任為農業及食物廳長，重掌農業事務。

## 外部連結
- （英文）卑詩省議會網站 布嫻妮議員簡介 （页面存档备份，存于）